# 毛利泰士
毛利 泰士（もうり やすし、1974年3月10日 - ）は、日本の男性音楽家、編曲家、音楽プロデューサー、マニピュレーター、シンセサイザープログラマー、サウンドエンジニア、作曲家。東京都生まれ。 

## 略歴
5歳でバイオリンを始め、その後ロックに興味を持ち、ギター及びベースを始める。一方で高校時代より有賀誠門に師事し打楽器を始め、洗足学園短期大学打楽器科へ入学。アレンジャーの門倉聡がボーヤを募集していたのをきっかけにレコーディング現場にたどり着き、すべて打ち込みレコーディングであったことに感銘を受ける。
坂本龍一の専属マニピュレーターとしてレコーディングやライブ・コンサート等のサポートを務め、現在はアニサマや槇原敬之をはじめ数多くのアーティストのレコーディングやライブツアーに参加。
SMAP『世界に一つだけの花』のシンセ・プログラミング担当者としても著名。
Animelo Summer Liveでは長年ライブ・マニピュレーターとして関わっている。

## 人物・エピソード
ラクライでのエピソード「まゆげ」と呼ばれ親しまれている。趣味は料理。
肩書きならびに、担当できる楽器の多さに関しては、その時々でやれることをやった結果だと自身のYouTube配信で述べている。

## 演奏活動

### 2005年
愛と勇気がキャッチコピーののピアノロックトリオ「ラクライ」に加入。「Happyダーツ」の映画音楽を担当。
メンバー
- ラクライ太陽(Pf,Vo,Cho,Design.)
- 毛利泰士(Bass,Vo,Cho)
- 赤間慎(Drums,Vo,Cho)

### 2008年
バンド「エキゾチックJAPAN」を結成。みうらじゅんのTV番組「シンボルず」（テレビ東京）の音楽を担当。
メンバー
- 松尾潔
- 西寺郷太

### 2023年
アニソン・特ソンに特化したカヴァーバンド「毛利泰士とザ・ベスト」結成。2025年6月現在、YouTubeチャンネルが登録者数5万人を突破。
メンバー
- Vo,Per,Gt. 毛利泰士
- Vo,Gt. KAZUKO(梶原健生)
- Vo,Per. 小寺可南子
- Ky. 高山和芽
- Bass. 遠藤龍弘(TABOKUN)
- Drums. 原治武
- Tp. 丸木英治
- Tp. Miwa
- Sax. 水島"DOC"響一
- Tb. 鈴木大納言
- VI. 須磨和声

### 毛利泰士とザ・ベストのライブ活動

#### 2024年

##### 「これが今の限界ですツアー」
- 2024/4/11(木) AREA559 (福島)
- 2024/4/26(金)・27(土) まほろ座 MACHIDA (東京)
- 2024/6/27(木) Soap opera classics (大阪)

##### 「ザ・ベスト イレブン! 11人の戦士がいまここに!!」
- 2024/10/29(火) BIGCAT(大阪)
- 2024/11/5(火) SHIBUYA PLEASURE PLEASURE (東京)
- 2024/11/26(火) darwin (仙台)
- 2024/11/27(水) まほろ座 MACHIDA (東京) ※追加公演

#### 2025年

##### 「モリザベスの昭和100年祭」
- 2025/5/27(火) CLUB CITTA' (神奈川)
- 2025/6/17(火) 味園ユニバース(大阪)

##### 毛利泰士とザ・チョット
- 2025/6/11(水) 福岡ROOMS ライブ上映会 イン福岡 (毛利泰士&高山和芽)

## インタビュー
サウンド&レコーディング・マガジン 2005年9月号掲載のライブ・レポートでは「D&L」以来10年ぶりとなった坂本龍一バンド・ツアーリハーサル時、コンサートのシステム構築と当日のオペレートを担当した毛利と、PAエンジニアとしてニューヨークから来日したクラウディア・エンゲルハートらの談話を交えインタビューされ、音楽性・先進性がブレンドされたコンサート全容が掲載されている。

## マニピュレーターとしての参加アーティスト
50音順
- 今井美樹
- X JAPAN
- N.M.L.
- 大貫妙子
- 加藤和樹
- かの香織
- 久嶋美さち
- SURFACE
- 坂本真綾
- 坂本美雨
- 坂本龍一
- サディスティック・ミカ・バンド
- 鈴木雅之
- ステューデンツ
- SPEED
- SMAP
- 德永英明
- ピジョンズミルク
- 福山雅治
- 藤井フミヤ
- 槇原敬之
- MIYAVI
- Le Couple

他多数